# Lijst van personen uit Reims
Dit is een alfabetische lijst van personen uit Reims. Reims is een stad in Frankrijk. Het gaat in deze lijst om personen die in Reims zijn geboren.

## A
- Adolphe d'Archiac (1802-1868), geoloog en paleontoloog

## B
- Jean Baudrillard (1929-2007), socioloog
- Ludovic Butelle (1983), voetballer
- Marvin Baudry (1990), voetballer

## C
- Roger Caillois (1913-1978), filosoof, socioloog en literatuurcriticus
- Pierre Cauchon (1371-1442), bisschop van Beauvais
- Childebert I (496-558), Merovingisch koning
- Nicole-Barbe Clicquot-Ponsardin (1777-1866), leidinggevende van een champagnehuis
- Pascal Colasse (1649-1709), barokcomponist
- Jean-Baptiste Colbert (1619-1683), minister van Financiën
- Constance van Frankrijk (ca.1078-1126), vorstin van Antiochië
- Baude Cordier (±1380-<1440), renaissancecomponist
- Maurice Couve de Murville (1907-1999), premier Van Frankrijk

## D
- Lucas Déaux (1988), voetballer
- Abdoulaye Diallo (1992), Senegalees-Frans voetballer (doelman)
- Jean-Baptiste Drouet d'Erlon (1765-1844), generaal

## E
- Hugo Ekitike (2002), voetballer
- Jean-Pierre Esteva (1880-1951), admiraal en politicus

## F
- Antoine Faivre (1934-2021), historicus
- Pauline Ferrand-Prevot (1992), wielrenster
- Jean-Louis Forain (1852-1931), kunstschilder
- Bernard Fresson (1931-2002), acteur

## G
- Nicolas de Grigny (1672-1703), orgelcomponist

## H
- Hendrik I van Frankrijk (1008-1060), koning van Frankrijk, geboorteplaats onzeker
- Philippe Henriot (1889-1944), politicus en collaborateur
- Baptiste Huyet (2000), wielrenner

## L
- Julien Laidoun (1980), wielrenner

## P
- Nelson Panciatici (1988), autocoureur
- Robert Pirès (1973), voetballer
- Antoine-Rémy Polonceau (1778-1847), ingenieur
- Jean-Pierre Pommier (1951), musicus

## Q
- Paul Quéré (1931-1993), kunstschilder, pottenbakker en dichter

## R
- Thierry Ruinart (1657-1709), Benedictijner monnik

## S
- Johannes Baptist de la Salle (1651-1719), stichter van de Broeders van de Christelijke Scholen